# Olios correvoni nigrifrons
Olios correvoni là một phân loài nhện trong họ Sparassidae.
Loài này thuộc chi Olios. Olios correvoni nigrifrons được George Newbold Lawrence miêu tả năm 1928.